# امانوئل باردلونی
امانوئل باردلونی (انگلیسی: Emanuele Bardelloni؛ زادهٔ ۱۵ مهٔ ۱۹۹۰) بازیکن فوتبال اهل ایتالیا است.
از باشگاه‌هایی که در آن بازی کرده‌است می‌توان به باشگاه فوتبال برشا، باشگاه فوتبال ونتزیا، باشگاه فوتبال کومو، و باشگاه فوتبال یو. اس. پرگولیتزه اشاره کرد.
وی همچنین در تیم ملی فوتبال زیر ۱۶ سال ایتالیا بازی کرده‌است.